# Азас-Аррос
Аза́с-Арро́с (фр. Asasp-Arros) — коммуна во Франции, находится в регионе Аквитания. Департамент — Атлантические Пиренеи. Входит в состав кантона Олорон-Сент-Мари-1. Округ коммуны — Олорон-Сент-Мари.
Код INSEE коммуны — 64064.

## География

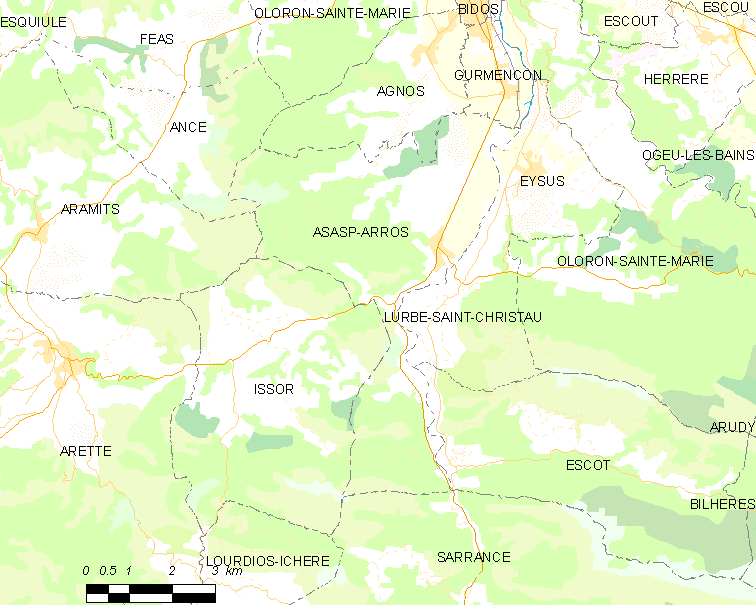
Карта коммуны

Коммуна расположена приблизительно в 680 км к югу от Парижа, в 195 км южнее Бордо, в 28 км к юго-западу от По.
По территории коммуны протекают реки Гав-д’Асп и Мьель.

### Климат
Климат тёплый океанический. Зима мягкая, средняя температура января — от +5°С до +13°С, температуры ниже −10 °C бывают редко. Снег выпадает около 15 дней в году с ноября по апрель. Максимальная температура летом порядка 20-30 °C, выше 35 °C бывает очень редко. Количество осадков высокое, порядка 1100 мм в год. Характерна безветренная погода, сильные ветры очень редки.

## Население
Население коммуны на 2010 год составляло 505 человек.
| 1962 | 1968 | 1975 | 1982 | 1990 | 1999 | 2010 |
| ---- | ---- | ---- | ---- | ---- | ---- | ---- |
| 434  | 501  | 566  | 564  | 601  | 547  | 505  |

## Администрация
| Период | Период | Фамилия        | Партия                              | Примечания |
| ------ | ------ | -------------- | ----------------------------------- | ---------- |
| 1995   | 2001   | Анри Навай     |                                     |            |
| 2001   | 2005   | Венсан Поэй    |                                     |            |
| 2005   | 2014   | Андре Менжюзан |                                     |            |
| 2014   | 2020   | Бернар Мора    | Французская коммунистическая партия |            |

## Экономика
В 2010 году среди 330 человек трудоспособного возраста (15-64 лет) 229 были экономически активными, 101 — неактивными (показатель активности — 69,4 %, в 1999 году было 68,6 %). Из 229 активных жителей работали 208 человек (115 мужчин и 93 женщины), безработных было 21 (12 мужчин и 9 женщин). Среди 101 неактивных 13 человек были учениками или студентами, 55 — пенсионерами, 33 были неактивными по другим причинам.

## Достопримечательности
- Церковь Св. Иоанна Богослова (XIX век)[4]
- Церковь Св. Винсента (XIX век)[5]

## Фотогалерея

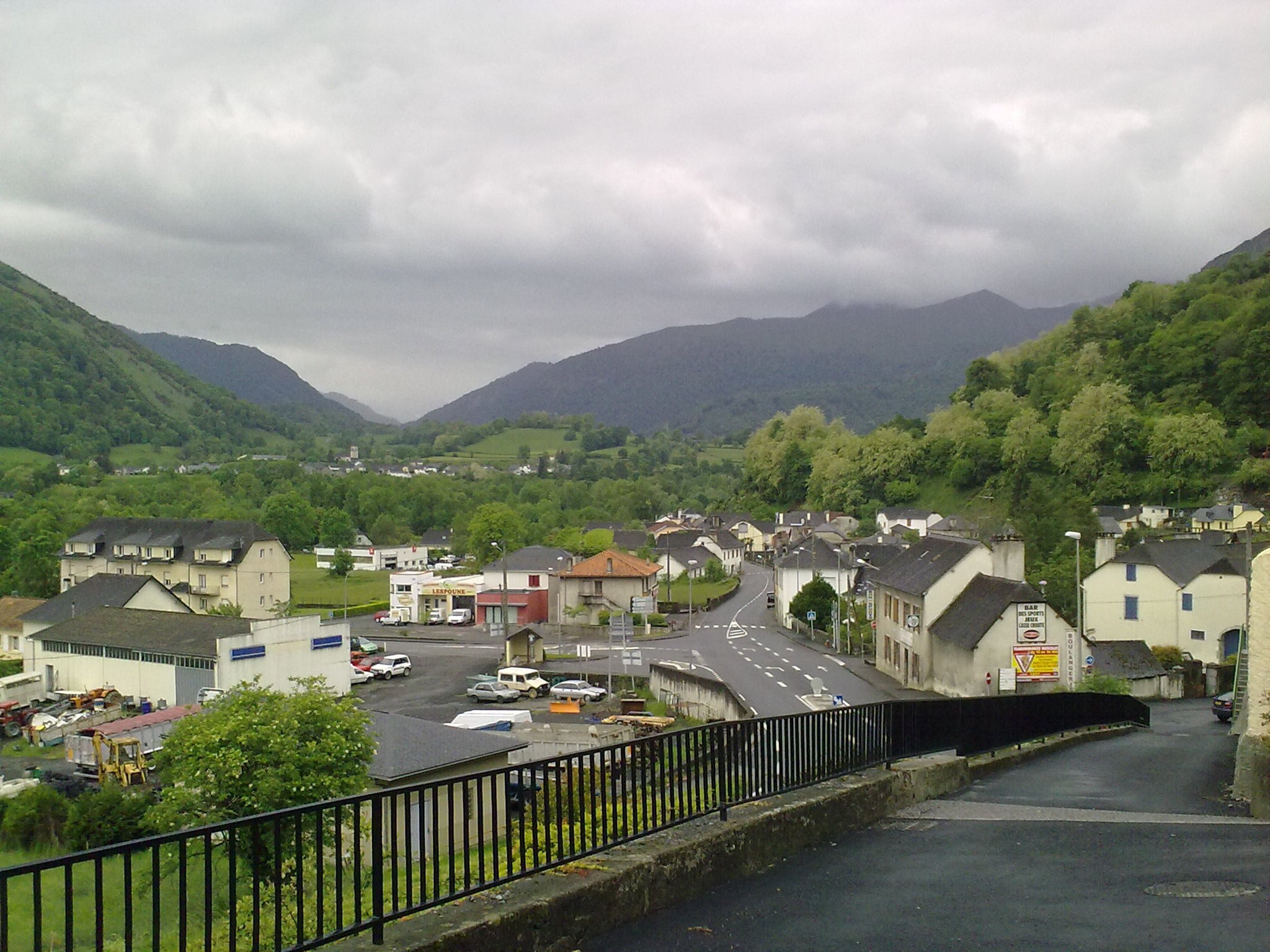
Азас-Аррос
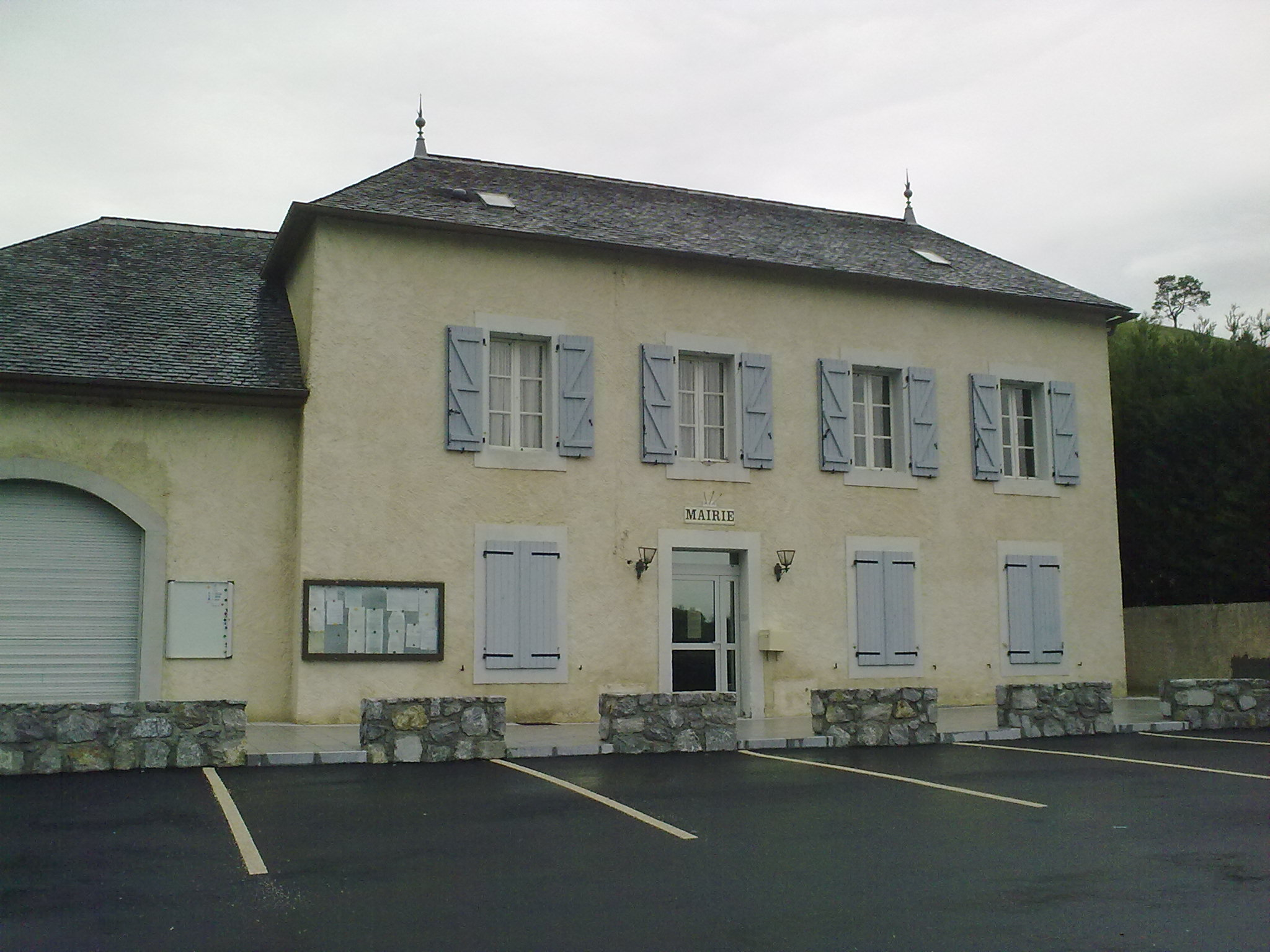
Мэрия
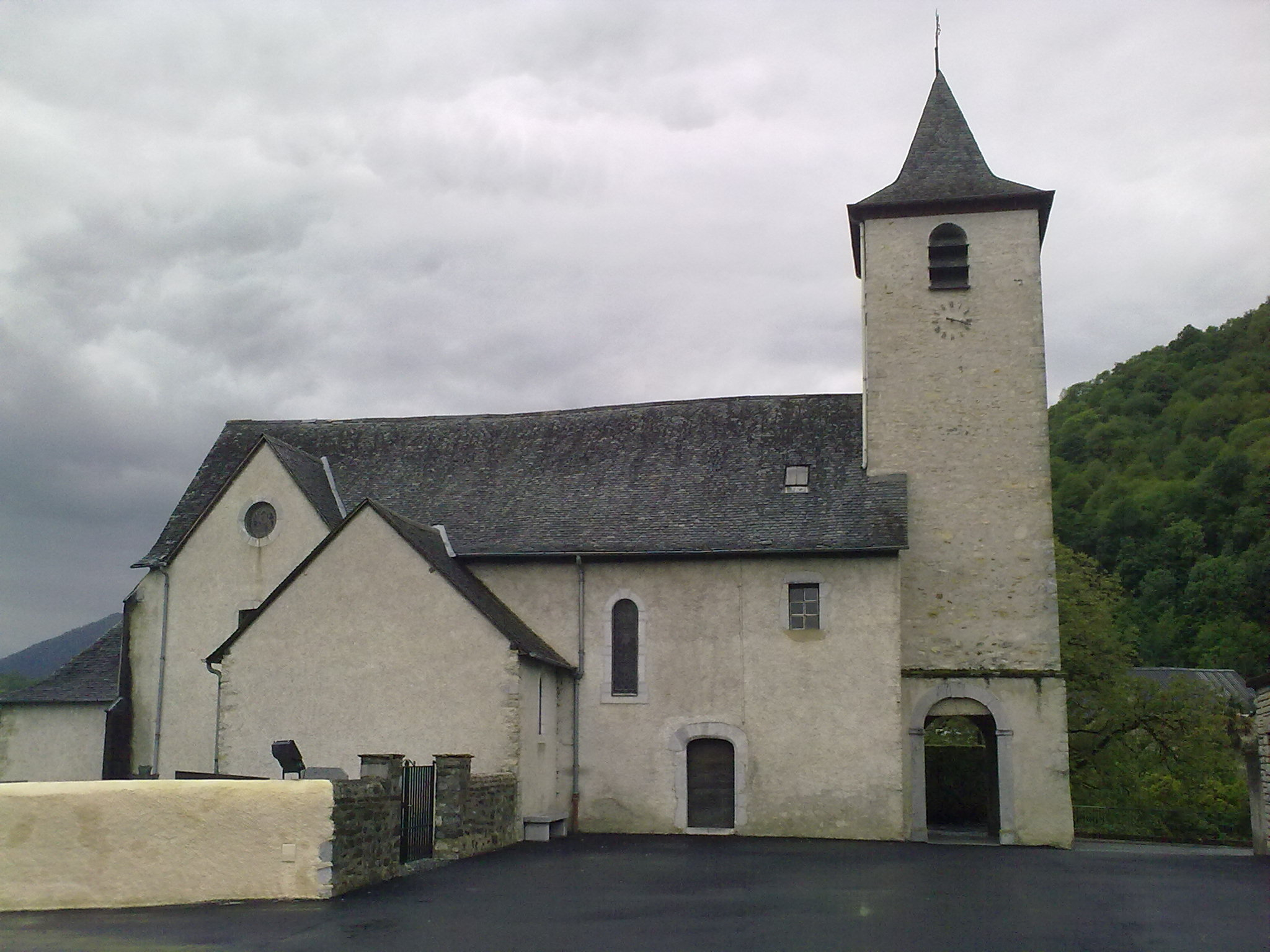
Церковь Св. Иоанна Богослова
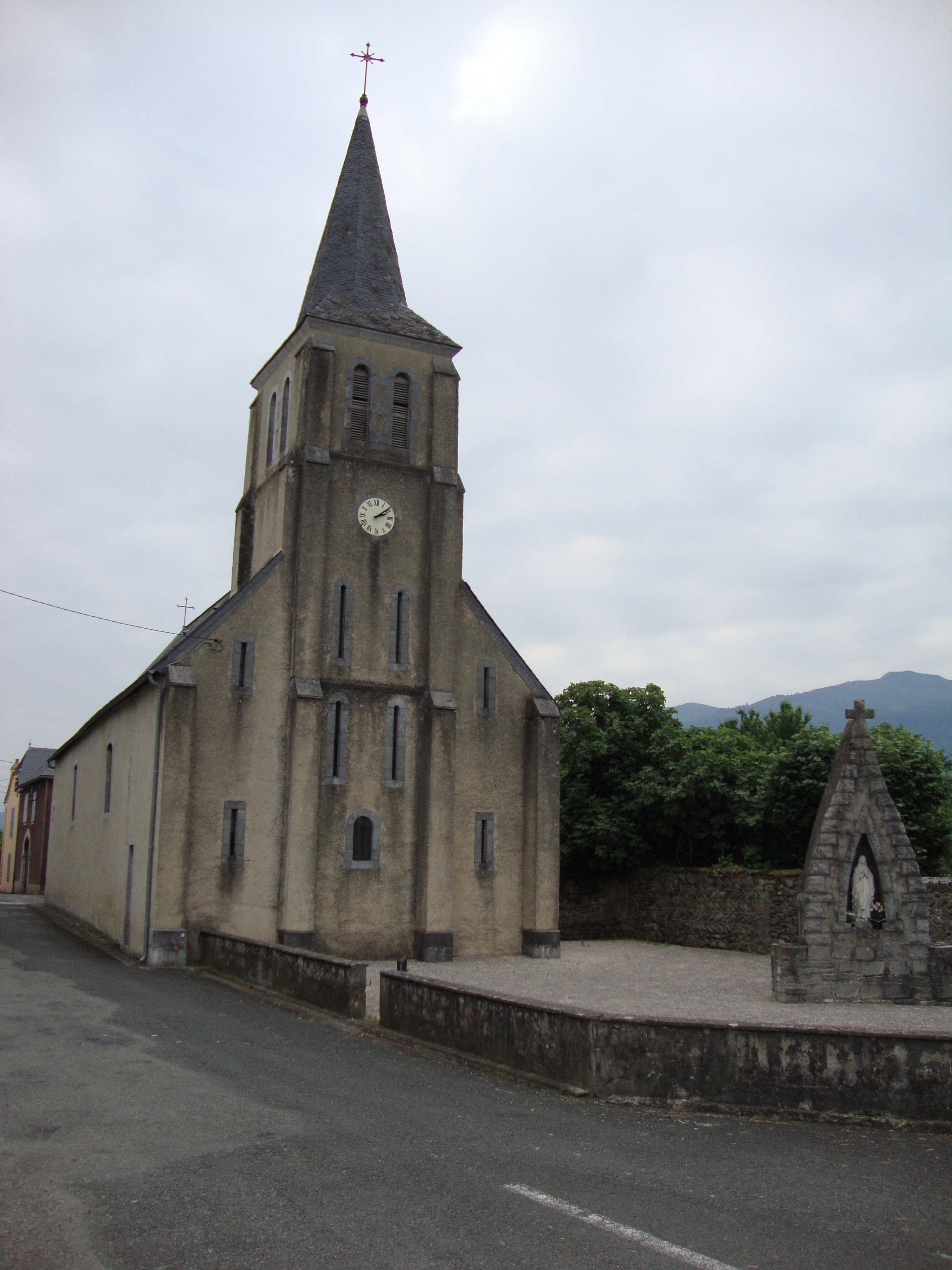
Церковь Св. Винсента
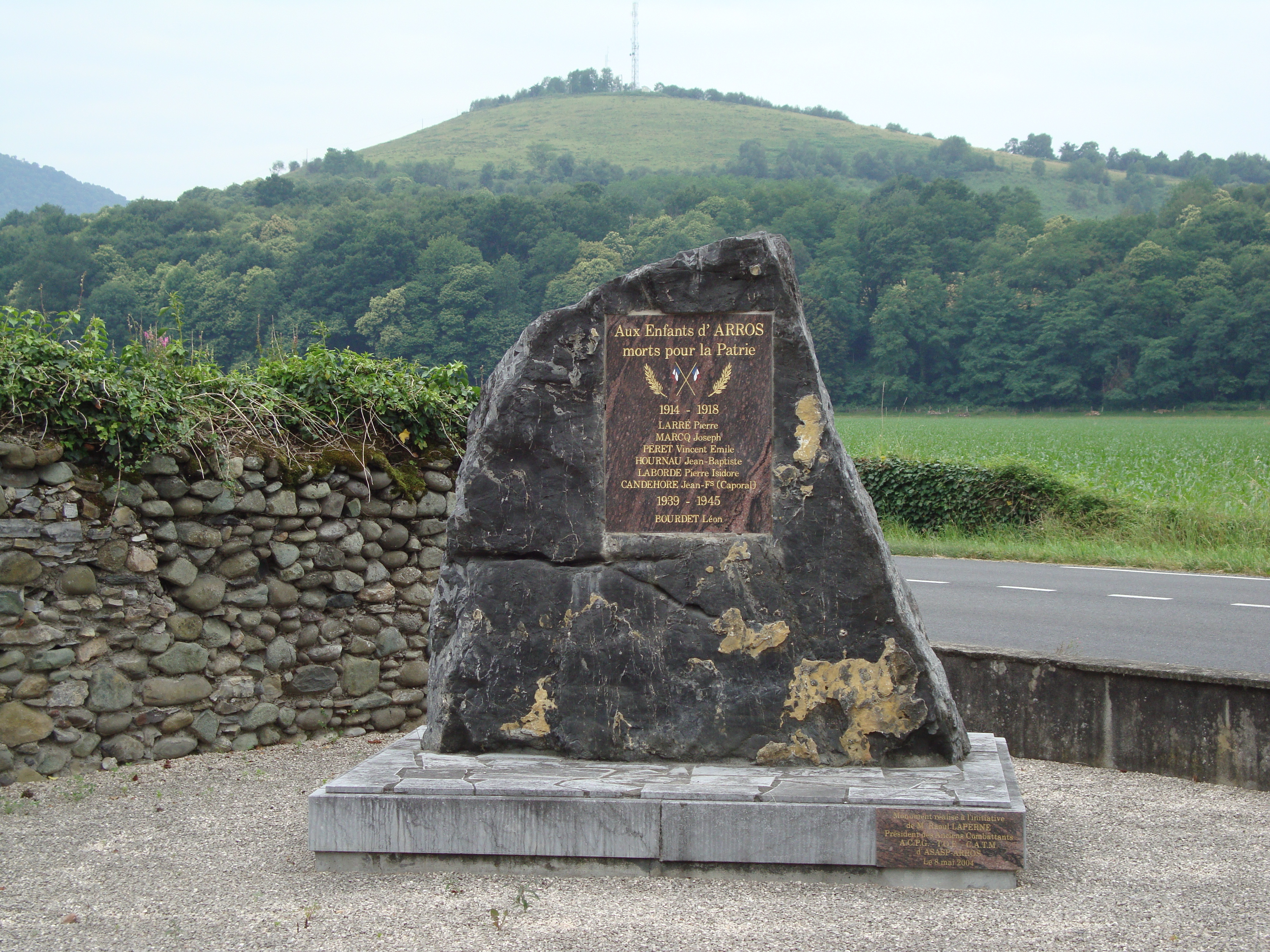
Военный мемориал
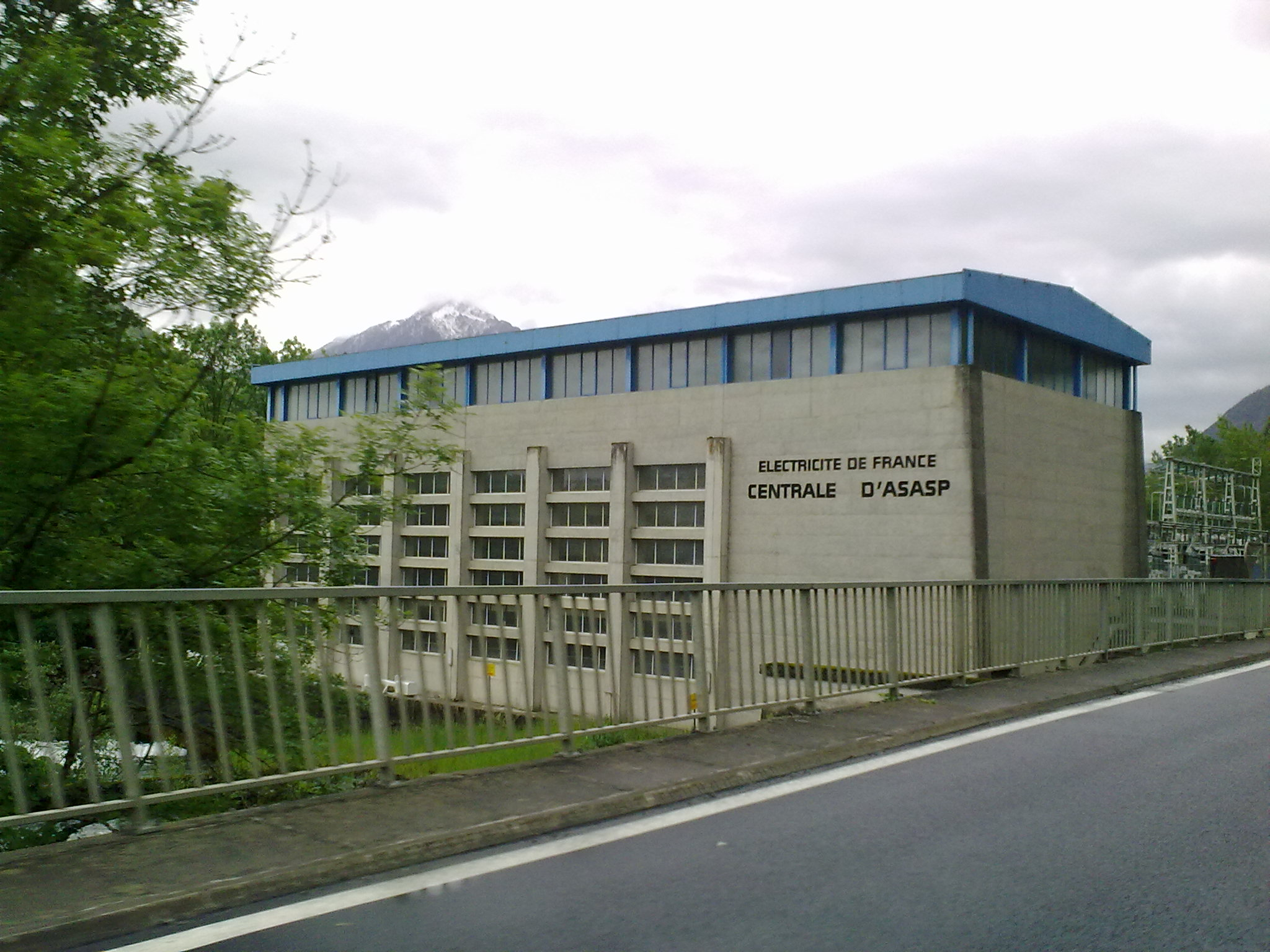
ГЭС
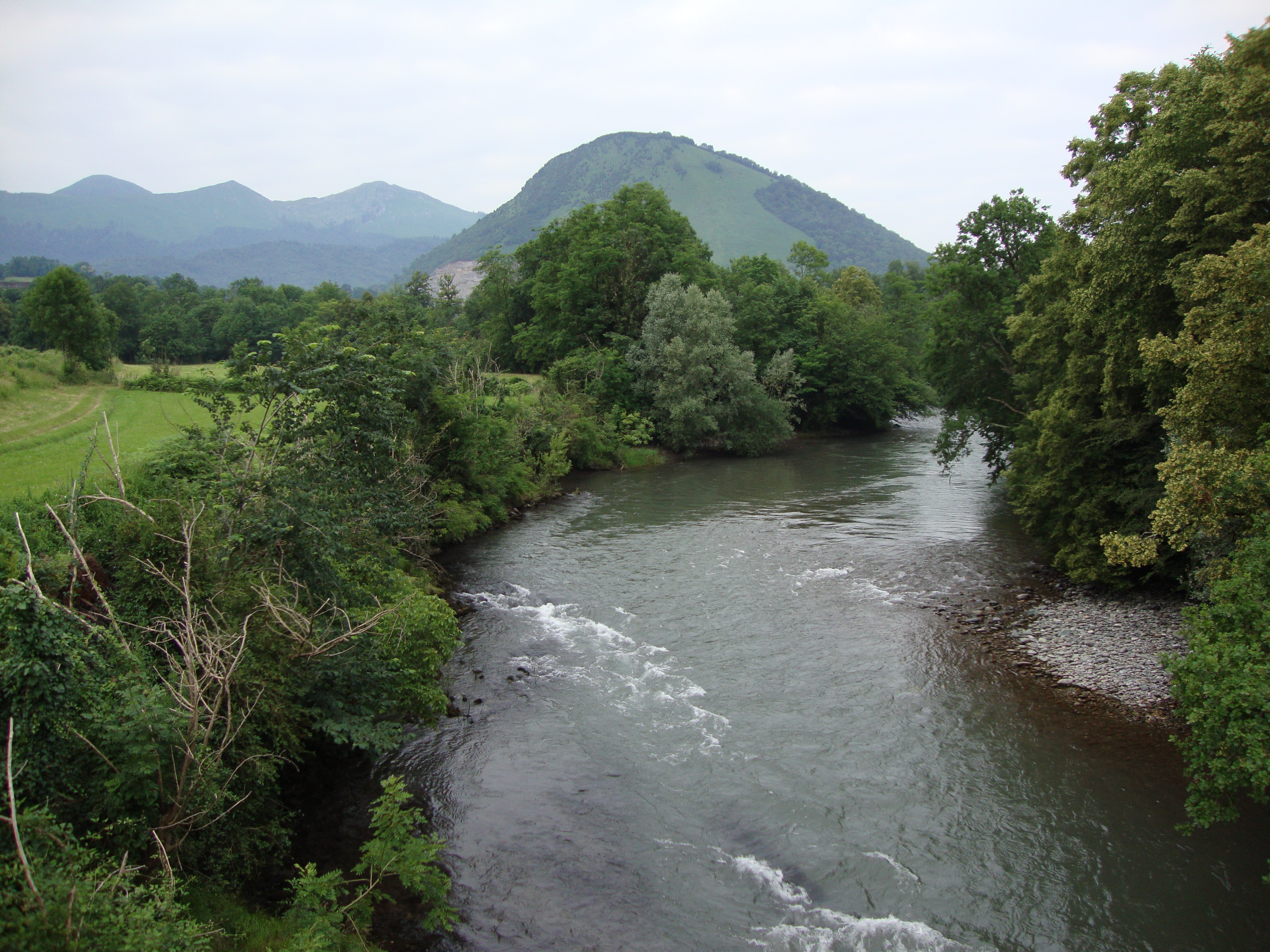
Река Гав-д’Асп